# Lenkiwzi (Dnister)
Lenkiwzi (ukrainisch Ленківці; russisch Ленковцы Lenkowzy, rumänisch Lencăuţi) ist ein Dorf im Norden der ukrainischen Oblast Tscherniwzi mit etwa 1900 Einwohnern (2021).
Das erstmals 1559 schriftlich erwähnte Dorf befindet sich in der historischen Landschaft des nördlichen Bessarabien.
Am 12. Juni 2020 wurde das Dorf ein Teil neu gegründeten Siedlungsgemeinde Kelmenzi im Rajon Kelmenzi, bis dahin bildete es zusammen mit dem 8 km nördlich in einer Flussschleife des Dnister liegenden Dorf Makariwka (Макарівка) die Landratsgemeinde Lenkiwzi (Ленковецька сільська рада/Lenkowezka silska rada) im Norden des Rajons.
Seit dem 17. Juli 2020 ist der Ort ein Teil des Rajons Dnister.
Die Ortschaft liegt auf einer Höhe von 194 m nahe der Mündung der etwa 21 km langen Surscha (Сурша) in den Dnister, 10 km nordwestlich vom Rajonzentrum Kelmenzi und etwa 85 km nordöstlich vom Oblastzentrum Czernowitz.
Durch das Dorf verläuft die Territorialstraße T–26–17 und die Bahnstrecke Kelmenzi–Kalinkawitschy.